# Kokei Kobayashi
Kokei Kobayashi (小林 古径?, Kobayashi Kokei; Prefettura di Niigata, 11 febbraio 1883 – Tokyo, 3 aprile 1957) è stato un pittore giapponese, conosciuto principalmente per le sue opere in stile Nihonga; il suo vero nome era Shigeru.

## Biografia
Rimasto orfano molto giovane, si trasferì a Tokyo nel 1899 dove studiò pittura con il pittore Kajita Hanko, che gli assegnò il nome di Kokei; nel suo studio si dedicò alla copia dal vero e alla riproduzione di immagini di personaggi celebri della storia e della letteratura del Giappone, prevalentemente tratte da Biografie illustrate di uomini celebri (Zenken kojitsu). La formazione artistica di questi anni fu molto importante e la rappresentazione di questi soggetti rimase presente nella sua produzione artistica nell’arco di tutta la sua vita. Nel 1914 alcune sue opere furono ammesse alla prima esposizione Nihon Bijutsuin dell’Accademia giapponese d’arte e in seguito divenne membro dell’Accademia stessa.
Nel 1922 viaggiò a lungo in Europa per conoscere l'arte europea.
Consolidatosi il suo prestigio, nel 1935 venne nominato membro dell'Accademia imperiale e successivamente ricevette il titolo onorifico di Artista della Casa imperiale.
È stato insignito dell'Ordine della Cultura nel 1950. 

## Temi
Ampia è la gamma dei temi presenti nelle sue opere: soggetti religiosi, letterari e storici, copie dal vero, elementi del paesaggio e animali. Un notevole interesse dedicò alla natura morta. Il viaggio in Europa e il confronto con l’arte occidentale consolidò la sua consapevolezza delle specificità e delle identità dell’arte giapponese e si attivò per una nuova interpretazione dell’arte classica orientale, valorizzando la semplificazione delle linee e delle forme di derivazione tradizionale.
Le sue opere della maturità sono in prevalenza caratterizzate dalla precisione nella linea contorni e dei particolari derivati dall’esperienza dell’osservazione dal vero. 

## Galleria d'immagini

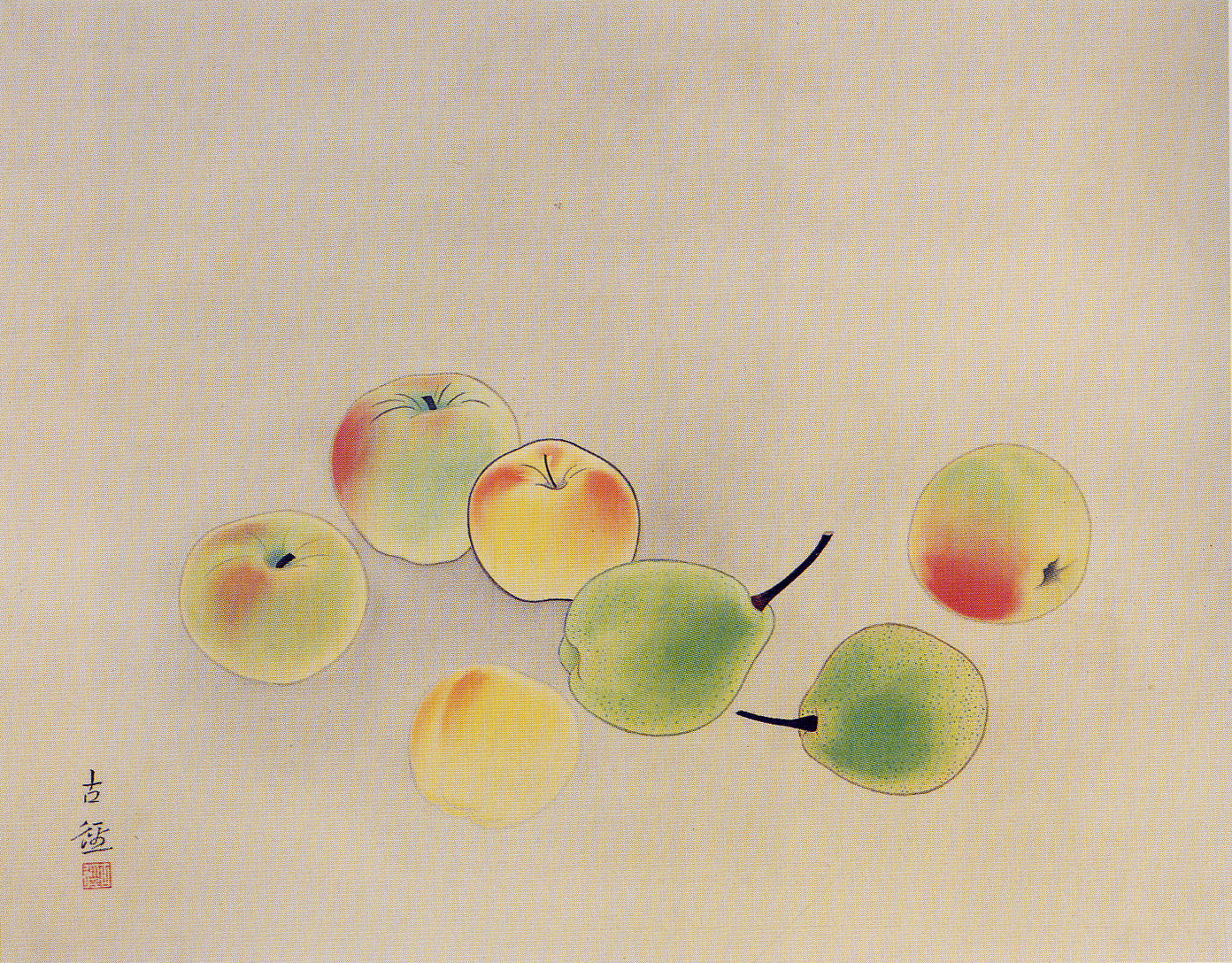
Frutta (1910)
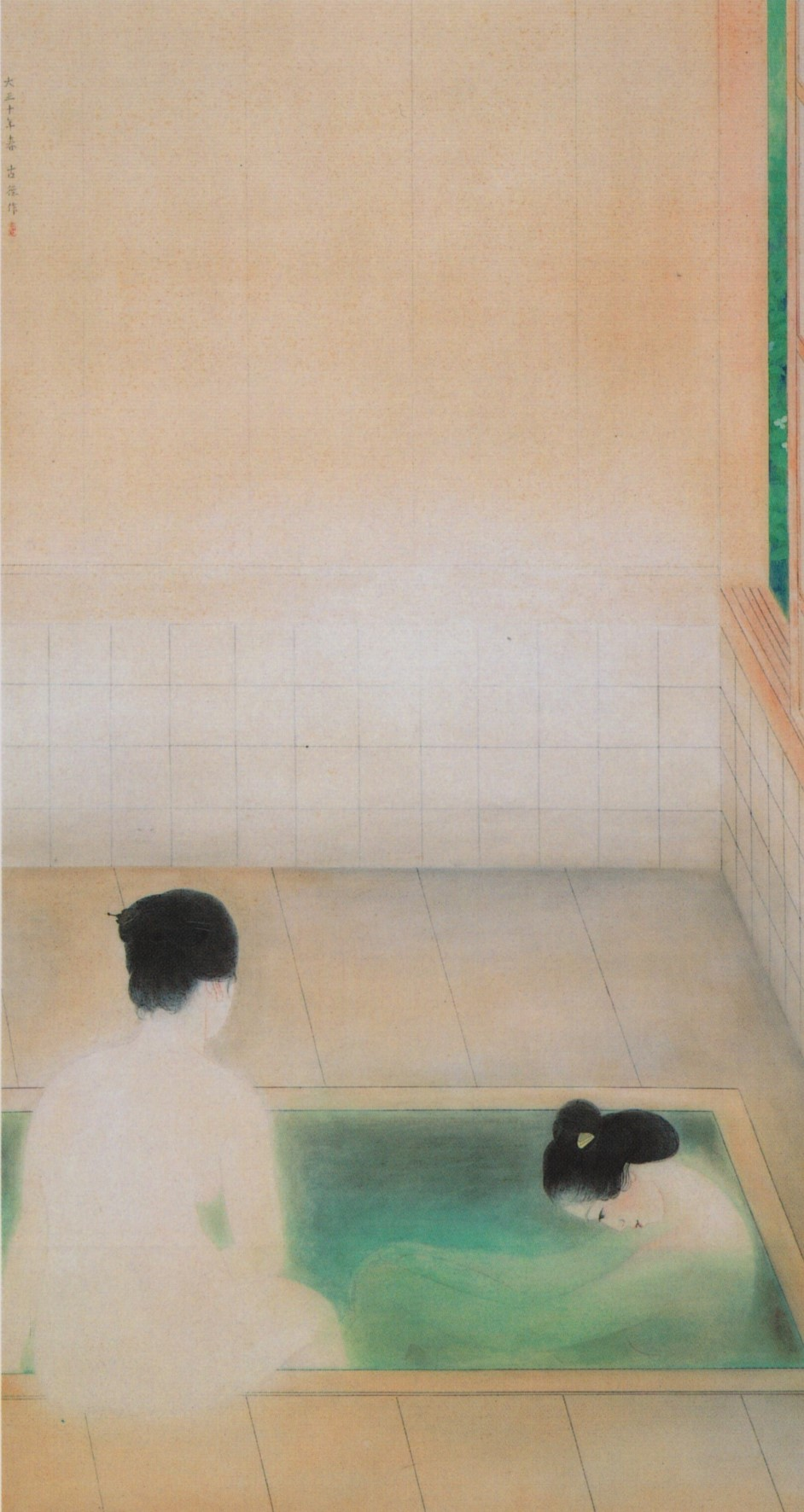
Al bagno (1918)
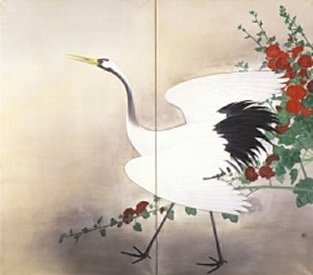
Gru (1928)